# 田島豊
田島豊（たじま ゆたか）は、タカラトミーのボーイズ第1企画部に所属する人物。同社のオリジナル玩具であるゾイドシリーズやトランスフォーマーシリーズを手がける。

## 経歴
1988年にトミー入社。
1990年にゾイド部門に配属され、ゾイド第1期シリーズでは1991年まで開発サポートした。
1999年から始まるゾイド第2期シリーズでは、トミーのゾイド開発室長としてゾイドのメイン担当を務めた。。
タカラトミー合併後の2006年頃は、タカラトミーマーケティング統括本部トイマーケティング本部のボーイズマーケティンググループでボーイズオリジナルチームのチームリーダーを務めていた。
2018年2月時点、タカラトミーのボーイズ第1企画部長（ゾイド第3期「ゾイドワイルド」発表会）。

## 人物
ゾイドシリーズには第1・2・3期の全てに何らかの形で関与しているが、特に第2期シリーズではコロコロコミックと「おはスタ」に「ドクターT」として出演。アニメ（ゾイド -ZOIDS-）や漫画（機獣新世紀ZOIDS）の登場人物と同様に顔に特徴的なカラーペイントをした出で立ちで登場しており、イベント時には読者の子どもたちからサインを求められるほどの知名度があった。大ゾイド博などのイベントでは「トミーの玩具マスター」「好奇心が旺盛な人」など紹介される。なおドクターTは、ゲーム「ZOIDS SAGAシリーズ」で当人に似た容姿のキャラクターとしてそのまま登場している。
好きなゾイドはデスザウラー。

## 作品
- 美少女遊撃隊バトルスキッパー：プロデューサー（第3話）
- ZOIDS 〜白銀の獣機神ライガーゼロ〜：トミーゾイド室
- ZOIDS SAGAシリーズ：トミーゾイド室
- ゾイド新世紀スラッシュゼロ：原案協力
- ゾイドフューザーズ：ZOIDS Roots
- 超ロボット生命体 トランスフォーマー プライム：プロデューサー
- キュートランスフォーマー 帰ってきたコンボイの謎：企画
- トランスフォーマー アドベンチャー：エグゼクティブプロデューサー
- 生誕20周年記念 ビーストウォーズ復活祭への道：企画
- カミワザ・ワンダ：製作統括